# TISPAN
TISPAN — основний підрозділ ETSI по стандартизації. Спеціалізується на виділених мережах та конвергенції Інтернету з іншими мережами даних. Утворено 2003 року після злиття інших підрозділів ETSI — TIPHON (Telecommunications and Internet Protocol Harmonization Over Networks) і SPAN (Services and Protocols for Advanced Networks).
Основні напрямки роботи — NGN і 3GPP.